# Jiří Ježek

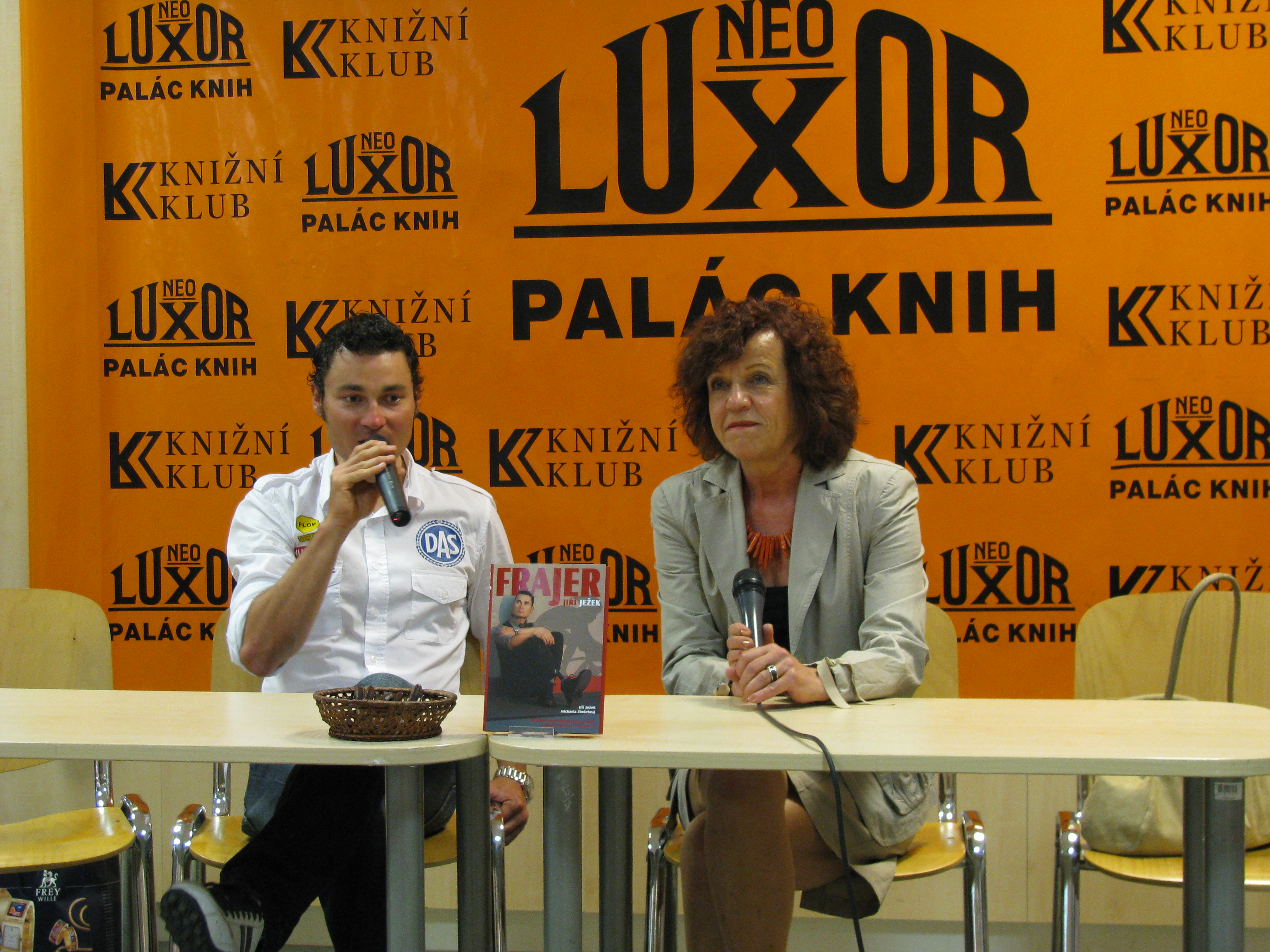
Jiří Ježek (na lewo)

Jiří Ježek (ur. 16 października 1974 w Pradze) – czeski niepełnosprawny kolarz. Sześciokrotny mistrz paraolimpijski.

## Medale Igrzysk Paraolimpijskich

### 2012
- - Kolarstwo - trial na czas - C4
- - Kolarstwo - bieg pościgowy indywidualnie - C4

### 2008
- - Kolarstwo - trial na czas - LC 2
- - Kolarstwo - bieg pościgowy indywidualnie - LC 2
- - Kolarstwo - trial na czas - 1 km - LC 2
- - Kolarstwo - sprint drużynowy - LC1–4 CP3/4

### 2004
- - Kolarstwo - wyścig uliczny/trial na czas - LC 2
- - Kolarstwo - bieg pościgowy indywidualnie - LC 2

### 2000
- - Kolarstwo - trial na czas - 1 km - LC 2
- - Kolarstwo - bieg pościgowy indywidualnie - LC 2
- - Kolarstwo - wyścig uliczny - LC 2